# Jon Billington
Jon Billington – scenograf.

## Filmografia[1]

### Filmy
- 1999: Koniec romansu
- 2001: Pearl Harbor
- 2002: Ali G
- 2004:
  - Łowcy umysłów
  - Troja
- 2005:
  - Wyspa
  - Ciało za milion
- 2007: Numer 23
- 2008: Miasto cienia
- 2009: Transformers: Zemsta upadłych
- 2011: Ilu miałaś facetów?
- 2013
  - Jeździec znikąd
  - World War Z
- 2014: Wywiad ze Słońcem Narodu
- 2016:
  - Gwiazdorskie życie
  - Piąta fala
- 2017: xXx: Reaktywacja
- 2020:
  - Poziom mistrza
  - Bad Boys for Life
  - 20,000 Leagues Under the Sea: Captain Nemo
- 2021: Pod ostrzałem
- 2023:
  - Teściowie poszukiwani
  - Blue Beetle
- 2024: Bad Boys: Ride or Die

### Seriale
- 2014: Ręka Boga

## Nagrody i nominacje

### Nominacje
Nagroda Satelita
- 2008 − Nominacja: Najlepsza scenografia  (wraz z Martinem Laingem)[2]